# Église Saint-Victor de Saint-Victor
Pour les articles homonymes, voir Église Saint-Victor.
L'église Saint-Victor est une église située à Saint-Victor, en France.

## Localisation
L'église est située sur la commune de Saint-Victor, dans le département français de l'Allier.

## Historique
L'édifice est inscrit au titre des monuments historiques en 1931.